# 金蕴华
金蕴华（1925年—），女，祖籍浙江绍兴，生于北京，中国药物化学家、制药工业专家，曾任药典委员会委员。

## 家庭
父亲金宝善。